# فلوريد السلفوريل
فلوريد السلفوريل هو مركب كيميائي لاعضوي صيغته SO2F2، ويوجد في الشروط القياسية على شكل هيئة غاز عديم اللون؛ وهو غاز سام وضار بالبيئة.

## التحضير
يمكن أن يحضر المركب بعدة وسائل منها التفاعل بين ثنئي أكسيد الكبريت والفلور:
{\displaystyle \mathrm {SO_{2}\ +\ F_{2}\ \longrightarrow \ \ SO_{2}F_{2}} }
كما يمكن التحضير من تفاعل ثنائي أكسيد الكبريت مع فلوريد البوتاسيوم والكلور:
{\displaystyle {\ce {SO2 + KF -> KSO2F}}}
{\displaystyle {\ce {KSO2F + Cl2 -> SO2ClF + KCl}}}
حيث يستحصل على فلوريد كلوريد السلفوريل، والذي يعطي تسخيته مع فلوروكبريتيت البوتاسيوم إلى الدرجة 180 °س إلى الحصول على الناتج المطلوب:
{\displaystyle {\ce {SO2ClF + KSO2F -> SO2F2 + KCl + SO2}}}

## الخواص
يوجد المركب في الشروط القياسية على هيئة غاز عديم اللون، وهو ذو نشاط كيميائي كبير، ويشبه في خواصه مركب كلوريد السلفوريل. يقاوم فلوريد السلفوريل الحلمهة (التحلل المائي) حتى عند درجات حرارة تصل إلى 150 °س.

## الاستخدامات
كان المركب يستخدم ضمن مواد التعقيم بالبخار؛ لكنه لم يعد مستخدماً لذلك الغرض، نظراً لأنه من الغازات الدفيئة القوية.